# Загасання
Загаса́ння, Затуха́ння (рос. затухание, англ. attenuation, англ. disappearance, fading; нім. Ausklingen n, Erlöschen n —
1. Послаблення, втрата сили вияву фізичного процесу (аж до його припинення) в часі і просторі.
2. Величина, яка кількісно характеризує явище затухання процесу.
3. Ослаблення (зменшення амплітуди) та спотворення (зміна форми) цифрового або аналогового сигналу при передачі його по каналах зв'язку. Звичайно вимірюється в децибелах. Загасання сигналу при передачі на великі відстані компенсується застосуванням ретрансляторів, що підсилюють і відновлюють форму сигналу.